# Cathédrale de l'Immaculée-Conception d'Ürümqi
Cette  cathédrale n’est pas la seule cathédrale de l'Immaculée-Conception.
La cathédrale de l'Immaculée-Conception d'Ürümqi (en mandarin : 无染原罪圣母主教座堂 Wú rǎn yuánzuì shèngmǔ zhǔjiào zuò táng) aussi appelée cathédrale d'Ürümqi, est un édifice religieux et le siège de la préfecture apostolique du Xinjiang à Ürümqi. Elle fut pendant un certain temps sous la responsabilité de l'évêque Paul Xie Ting-zhe (謝庭哲) avant que le poste ne devienne vacant.